# Octavian Chițu
Octavian Chițu (n. 24 ianuarie 1947) este un general român, care a îndeplinit funcția de comandant al Jandarmeriei Române (1995-1996).

## Biografie
Octavian Chițu s-a născut la data de 24 ianuarie 1947 în sat. Băduleasa, com. Putineiu, jud. Teleorman. A urmat cursurile Școlii Militare de Ofițeri - Trupe de Securitate și apoi cursurile Academiei Militare din București (1973-1975).
În perioada Revoluției din decembrie 1989, maiorul Octavian Chițu a fost șef al Unității Speciale I Securitate București. În decembrie 1989 a fost înaintat la gradul de locotenent-colonel, apoi în anul 1990 a devenit colonel. A îndeplinit funcția de șef de stat major al Comandamentului Trupelor de Jandarmi între anii 1990 și 1999. În această perioadă, a fost înaintat la gradul de general maior - cu o stea (martie 1992).
În perioada 1995-1996, generalul de brigadă Octavian Chițu a îndeplinit funcția de comandant al Jandarmeriei Române. A fost apoi adjunct al Comandantului Jandarmeriei, fiind destituit după mineriada din ianuarie 1999. Este numit ulterior ca șef al Statului Major al Academiei de Poliție "Al. I. Cuza" din București. 
La data de 12 august 1999, generalul Chițu a fost pus la dispoziția Ministerului de Interne. După 1999 a activat la Centrul de Studii Postuniversitare a M.I. și la D.G.I.P.I.
Generalul Chițu este membru al Academiei Oamenilor de Știință din România.